# Natalie Schafer
Natalie Schafer, född 5 november 1900 i Red Bank i Monmouth County, New Jersey, död 10 april 1991 i Beverly Hills, Los Angeles, Kalifornien, var en amerikansk skådespelare. Hon är mest känd för sin roll som Mrs. Howell i TV-serien Gilligan's Island.

## Biografi

### Biografi och tidig karriär
Natalie Schafer kom från en judisk familj, och hennes karriär som skådespelerska började i en rad Broadwaymusikaler. År 1941 flyttade hon till Los Angeles för att börja arbeta med film. Under 1940-talet fick hon många biroller i olika filmer, exempelvis i Reunion in France från år 1942 och The Snake Pit från 1948. 

### Gilligan's Island
Schafer är mest känd för sin roll som Mrs. Howell i TV-serien Gilligan's Island, en roll som hon spelade i tre säsonger mellan åren 1964 och 1967, samt i filmen Rescue from Gilligan's Island och i den tecknade serien The New Adventures of Gilligan. I serien är hon gift med Thurston Howell (spelad av Jim Backus).

### Schafers privatliv
Natalie Schafer var gift med skådespelaren Louis Calhern mellan åren 1933 och 1942. De fick inga barn. Flera år efter att de hade skiljt sig, spelade de mot varandra i filmen Forever, Darling (från år 1956). 
Under stora delar av 1940-talet och 1950-talet var hon smått förälskad i författaren George S. Kaufman.
Schafer var väldigt diskret när det gällde sin ålder. Varje gång någon frågade henne hur gammal hon var, svarade hon i stort sett alltid att hon var född år 1912. Sanningen är att hon föddes år 1900. Att hon ljugit om sin ålder framkom först efter hennes död, och till och med hennes närmsta vänner blev förvånade då de fick höra detta.
Vid sidan av skådespeleriet investerade hon i fastigheter, vilket gjorde henne till mångmiljonär. 

### Död
Natalie Schafer dog av cancer i sitt hem i Beverly Hills, Kalifornien den 10 april 1991, 90 år gammal. Hon kremerades och hennes aska spreds över Stilla havet. Schafer var den tredje skådespelaren från serien Gilligan's Island som dog. Jim Backus dog år 1989 och Alan Hale, Jr dog 1990. Bob Denver dog år 2005.

## Filmografi i urval
- 1942 – Det hände i Paris (okrediterad)
- 1945 – Mirakelmannen
- 1947 – VanäradVanärad (film)
- 1947 – Den låsta dörren
- 1948 – Ormgropen
- 1949 – Fångad
- 1951 – En cowboy med lasso
- 1956 – Anastasia
- 1964–1967 – Gilligan's Island (TV-serie)
- 1975 – Gräshopporna
- 1978 – Rescue from Gilligan's Island
- 1979 – The Castaways on Gilligan's Island
- 1981 – The Harlem Globetrotters on Gilligan's Island